# Łukasz Michalski
Pour les articles homonymes, voir Michalski.
Łukasz Michalski (né le 2 août 1988 à Bydgoszcz) est un athlète polonais spécialiste du saut à la perche.

## Carrière
Il se classe huitième des Championnats du monde juniors 2006 et remporte la médaille de bronze lors des Championnats d'Europe juniors 2007. En début de saison 2009, Łukasz Michalski s'adjuge son premier titre national indoor, puis se classe sixième des Championnats d'Europe en salle de Turin avec 5,61 m, n'améliorant pas son record personnel de 5,70 m établi la veille lors des qualifications. En juin 2009, le Polonais réalise 5,71 m en plein air dans sa ville natale avant de se classer troisième des Championnats d'Europe par équipes derrière le Français Renaud Lavillenie et l'Allemand Malte Mohr. Meilleur temps des engagés des Championnats d'Europe espoirs de Kaunas, il ne prend que la cinquième place finale avec 5,50 m. Lors des Championnats du monde de Berlin, Michalski quitte la compétition dès les qualifications (5,40 m).
Le 10 juillet 2010 à Bielsko-Biała, Łukasz Michalski remporte son premier titre national en plein air et signe la meilleure performance de sa carrière avec 5,80 m. Il ne termine que 7e en 5,65 m des Championnats d'Europe à Barcelone le 31 août 2010, après avoir échoué à être finaliste d'une place aux Championnats du monde en salle à Doha le 13 mars 2010 (5,45 m).
Il échoue à la 4e place des championnats du monde 2011 à Daegu avec 5,85 m dans un concours qui s'est emballé avec les surprises de taille du Cubain Lázaro Borges, les multiples performances polonaises, les deux ruptures de perches de sauteurs et le concours contrasté du favori Renaud Lavillenie.
Bien que retiré des pistes après sa onzième place aux Jeux de Londres en 2012, il met un terme à sa carrière qu'en 2015 pour se concentrer à son métier de docteur.

## Records
- Plein air : 5,85 m (2011)
- Salle : 5,72 m (2012)

## Palmarès
| Date | Compétition                       | Lieu           | Résultat | Marque |
| ---- | --------------------------------- | -------------- | -------- | ------ |
| 2005 | Championnats du monde jeunesse    | Marrakech      | 4e       | 5,15 m |
| 2006 | Championnats du monde juniors     | Pékin          | 8e       | 5,30 m |
| 2007 | Championnats d'Europe juniors     | Hengelo        | 3e       | 5,45 m |
| 2009 | Championnats d'Europe en salle    | Turin          | 6e       | 5,61 m |
| 2009 | Championnats d'Europe par équipes | Leiria         | 3e       | 5,70 m |
| 2009 | Championnats d'Europe espoirs     | Kaunas         | 6e       | 5,50 m |
| 2010 | Championnats du monde en salle    | Doha           | 9e       | 5,45 m |
| 2011 | Championnats d'Europe par équipes | Stockholm      | 4e       | 5,60 m |
| 2011 | Universiade                       | Shenzhen       | 1er      | 5,75 m |
| 2011 | Jeux mondiaux militaires          | Rio de Janeiro | 2e       | 5,65 m |
| 2011 | Championnats du monde             | Daegu          | 4e       | 5,85 m |
| 2012 | Jeux olympiques                   | Londres        | 10e      | 5,50 m |